# Milingimbi
Milingimbi – miejscowość wspólnoty aborygeńskiej, położona na wyspie Milingimbi, na obszarze Terytorium Północnego w Australii.